# Danio aesculapii
Danio aesculapii är en fiskart som beskrevs av Kullander och Fang 2009. Danio aesculapii ingår i släktet Danio och familjen karpfiskar. Internationella naturvårdsunionen kategoriserar arten globalt som nära hotad. Inga underarter finns listade i Catalogue of Life.
Denna karpfisk är bara känd från mindre vattendrag i bergskedjan Rakhine Yoma i Myanmar. Kring vattendragen växer skog. Arten fångas och avlas som akvariefisk.